# لون ترهولت
لون ترهولت (دانمارکی: oberstløjtnant؛ زادهٔ ۱۵ ژوئیهٔ ۱۹۵۸) افسر اهل دانمارک است.